# 希波达莫斯
希波达莫斯（希臘語： / Hippodamos ho Milesios，前498年—前408年，又譯希波丹姆斯、希波丹姆），是古希腊建築師、城市規劃師、醫生、數學家、氣象學家和哲學家，被尊為「歐洲城市規劃之父」。著名的「希波达莫斯规划」（Hippodamian Plan，即方格网城市）以他的名字命名。
希波達莫斯生於米利都，生活在公元前5世纪古典希臘時期的初期。其父為Euryphon。根據亞里士多德，希波達莫斯是首個撰寫關於政府的理論的人，但卻只是紙上談兵，缺乏實踐事務的知識。
他的希臘城市規劃的特點是秩序和規律，與那個時期的城市——甚至包括雅典——的複雜和混亂形成鮮明對比。他被認為創始了城市規劃可以真正體現並理順理性社會秩序這一理念。
他在老港口附近规划设计了皮拉埃乌斯城。后来他又与殖民者一同前往图里伊负责规划。米利都亦在重建时深受其思想的影响。

## 扩展阅读
- Reeve, C.D.C. (1998), Aristotle's Politics.  Indianapolis, Hackett Publishing.
- Robert Patrick Merges & John Fitzgerald Duffy, Patent Law and Policy: Cases and Materials (3d ed. 2002).
- 本条目包含来自公有领域出版物的文本: Chisholm, Hugh (编).  (第11版). London: Cambridge University Press. 1911.